# Jefim Anatoljewitsch Petrunin
Jefim Anatoljewitsch Petrunin (russisch Ефим Анатольевич Петрунин, wiss. Transliteration Jefim Anatolevich Petrunin; * 1. Juni 1990 in Nowosibirsk, Oblast Nowosibirsk, RSFSR, Sowjetunion) ist ein russischer Schauspieler.

## Leben
Petrunin absolvierte 2009 das Novosibirsk State Theater Institute im Bereich des Schauspiels. Im selben Jahr schloss er das Russian State Institute of Performing Arts ab. Er ist seit 2013 verheiratet und Vater eines Kindes.
Er begann mit dem Schauspiel in verschiedenen russischen Fernsehserien. Er stellte 2013 in der Serie Pyataya strazha die Rolle des Danila in 64 Episoden dar. In der Fernsehserie Sklifosovskiy verkörperte er die Rolle des Slava in 24 Episoden. 2017, in Have Fun, Vasya! und 2020 in dessen Nachfolger, spielte er den Charakter Mitya. 2018 übernahm er in The Mermaid – Lake of the Dead die männliche Hauptrolle.

## Filmografie (Auswahl)
- 2010: Vsyo k luchshemu (Всё к лучшему) (Fernsehserie)
- 2011: My Dad Baryshnikov (Moy papa Baryshnikov/Мой папа Барышников)
- 2011: Vozvrashchenie domoy (Возвращение домой)
- 2013: Super Maks (Супер Макс) (Fernsehserie, 20 Episoden)
- 2013: Pyataya strazha (Пятая стража) (Fernsehserie, 64 Episoden)
- 2014: Obmani, esli lyubish (Обмани, если любишь) (Mini-Serie)
- 2014: Sklifosovskiy (Склифосовский) (Fernsehserie, 24 Episoden)
- 2015: Ghost (Prizrak/Призрак)
- 2015: Zelyonaya kareta (Зеленая карета)
- 2015: Papa na vyrost (Fernsehserie)
- 2016: Väterchen Frost – Der Kampf der Zauberer (Ded Moroz. Bitva Magov/Дед Мороз. Битва Магов)
- 2017: Have Fun, Vasya! (Gulyay, Vasya!/Гуляй, Вася!)
- 2017: Zerkala lyubvi (Mini-Serie)
- 2018: The Mermaid – Lake of the Dead (Rusalka: Ozero myortvykh/Русалка. Озеро мёртвых)
- 2019: Mistresses (Lyubovnitsy/Любовницы)
- 2019: The Balkan Line (Balkanskiy rubezh/Балканский рубеж)
- 2019: Soyuz spaseniya (Союз спасения)
- 2020: Have Fun, Vasya! – 2 (Gulyay, Vasya! – 2/Гуляй, Вася! – 2)